# 核聚变火箭
核融合火箭是一種理論上以核融合能量作為推動力的火箭。它能夠提供有效率且長程的太空推進力從而減少大量的燃料攜帶量。這種火箭的設計依靠並且超越目前的核融合能技術發展，在建造上也比現今任何的太空載具更大更複雜。在未來更複雜的磁性限制以及防止電漿不穩的控制方法問世後，較小的輕型核融合反應爐就有可能發明出來。慣性局限融合技術可以成為輕量化且有力的替代選擇。
對於太空航行來說，核融合推進主要的優點是它有極高的比衝量，主要的可能缺點則是反應爐龐大的質量。然而，核融合火箭會產生比核分裂火箭更少的放射線因此可以減少防護盾的需求。以現今技術製作核融合火箭的可靠方法是用獵戶座計劃所提的氫彈法，但這樣的火箭質量也會很巨大而且部分禁止核試驗條約禁止使用核彈。因此，在地球上使用核彈推動火箭是有問題的，但理論上在太空中或許可行。一個很接近的替代方法是用核融合能產生的電力做電氣推進(像是離子推進器)以取代直接的核融合推進。

## 發展計畫
參考 MSNW Magneto-Inertial Fusion Driven Rocket.

## 外部連結
- 如果找到一个新“地球” 人类能否实现星际旅行
- New Scientist Space (23.01.2003): Nuclear fusion could power NASA spacecraft[永久]
- Project Icarus: a proposed hydrogen fusion drive （页面存档备份，存于）
- Twenty-One Castle Mike by Kir Komrik under commission of (name withheld) Marine, LLC Archive.today的存檔，存档日期2012-12-25
- Twenty-One Castle Mike Diagrams[]
- The Case and Development Path for Fusion Propulsion